# SRAAM空對空飛彈
SRAAM空對空飛彈（英語：Short Range Air-to-Air Missile，意為“短程空對空飛彈”），最初被稱為追跡犬（Taildog），是英國一款實驗性紅外線導引空對空飛彈，由霍克·西德利動力公司於1968年至1980年間開發。它具有一種不同尋常的實驗性設計，使其獲得相當強大的機動性，適合在纏鬥戰中使用。SRAAM飛彈的另一項特殊之處在於掛載方式，與許多空對空飛彈直接掛載彈體於飛機掛架不同，SRAAM飛彈裝載於專用的雙管飛彈發射器內，再將發射器掛載於飛機上。
儘管英國最初打算用SRAAM飛彈來取代AIM-9響尾蛇飛彈，但它在1974年被降級為技術展示項目。1974年至1977年間，英國進行了多枚SRAAM飛彈的試射。1980年，從SRAAM飛彈研發計劃中取得的知識被運用到ASRAAM飛彈研發計劃中。

## 歷史

### 背景
早期的紅外導引飛彈有兩個弱點，導致它們的作戰表現不佳。首先，早期導引頭的性能有限，需要巨大且高溫的熱源訊號才能可靠地追蹤目標，而噴射機主要的熱源為尾部的发动机及後燃器，這使得早期紅外導引飛彈僅具有從尾後發動攻擊以及持續追蹤的能力。另一個問題是導引頭的視野有限，這意味著一旦目標朝飛彈飛行方向的直角方向規避，視野狹窄的導引頭將很容易失去目標而脫靶。這些弱點在越戰期間表現得尤為明顯，當時AIM-4隼和AIM-9響尾蛇等早期飛彈的命中率分別只有9%和14%。
面對這些慘烈的成果，美國海軍和空軍先後出台了新的訓練大綱，飛行員被要求在發射紅外導引飛彈前儘可能處於追尾目標的態勢，即位於目標後方且朝著大致相同的方向飛行的位置。如此將可最大程度地提高飛彈發射後能夠持續追蹤目標的機會。不幸的是，這種戰術的事前安排很困難且耗時，戰鬥中，許多情況是敵機與自機多次擦身而過。為了讓戰鬥機在這些情況下仍具有一定作戰能力，一些缺少機砲武裝的戰鬥機被緊急加裝了額外的自動機砲。

### 追跡犬飛彈
考慮到以上問題，霍克·西德利動力公司的飛彈部門工程師們認為應該要讓飛彈去按照飛行員想要的方式運作，而不是讓飛行員被飛彈的性能限制而綁手綁腳。為此他們開始嘗試設計一種能在任何情況下成功追蹤的飛彈。為此這種飛彈必須具有非常寬的視野，或稱“離軸能力”（off-boresight capability），如此即使目標遠離飛彈飛行軸線或是快速穿梭而過，飛彈也能繼續追蹤目標。同時它還必須具有極高的機動性，以便能在這種情況下成功追上目標。
1968年，霍克·西德利動力公司將該項目命名為“追跡犬”並批准進行初步水平的開發。這個項目的目標是研發出一種短程且低成本的空對空飛彈，以作為介於機砲與當時主流的中短程空對空飛彈（如火紋飛彈和紅頂飛彈）中間的選擇。霍克·西德利動力公司曾形容追跡犬飛彈為“一把在拐角開火的槍”。最初的追跡犬彈體設計為2.0公尺長、直徑16公分、重50公斤。它能夠攻擊距離介於250公尺至2公里的目標，與之相比，紅頂飛彈在最佳情況下則能攻擊12公里遠的目標。第一批模型照片於1970年初展示，並於當年在漢諾威舉行的貿易展上展出。
追跡犬飛彈的所有飛行控制均依靠推力向量控制，因此機動性極強。其使用的推力向量控制機構為薩默菲爾德研究站開發的一種可旋轉進入噴射引擎廢氣中的槳片。飛彈尾端上具有4或6片呈環狀排列的槳片，平時不會擾動到引擎排放的廢氣。每片槳片的一端都有樞軸，使其能通過旋轉將另一端壓入引擎廢氣流中，最多可使廢氣流偏轉至離軸±10°。飛行控制系統將啟動最接近需要改向位置的槳片以控制廢氣流向。外部的控制翼面結構被大幅刪減，僅剩僅具穩定功能、無法移動的尾翼。
霍克·西德利動力公司並非唯一提出這個概念的研發機構。大約在同一時間，美國海軍和空軍出於相似的原因開始了類似的計劃，最終促成名為AIM-95敏捷飛彈的專案項目。追跡犬飛彈和敏捷飛彈的主要區別在於作戰範圍：追跡犬飛彈旨在作為一種短程纏鬥武器，而敏捷飛彈則是響尾蛇飛彈的替代品，並且設定的射程要求至少要與響尾蛇飛彈一樣好，使敏捷飛彈的彈體設計要比追跡犬飛彈大得多。

### SRAAM飛彈

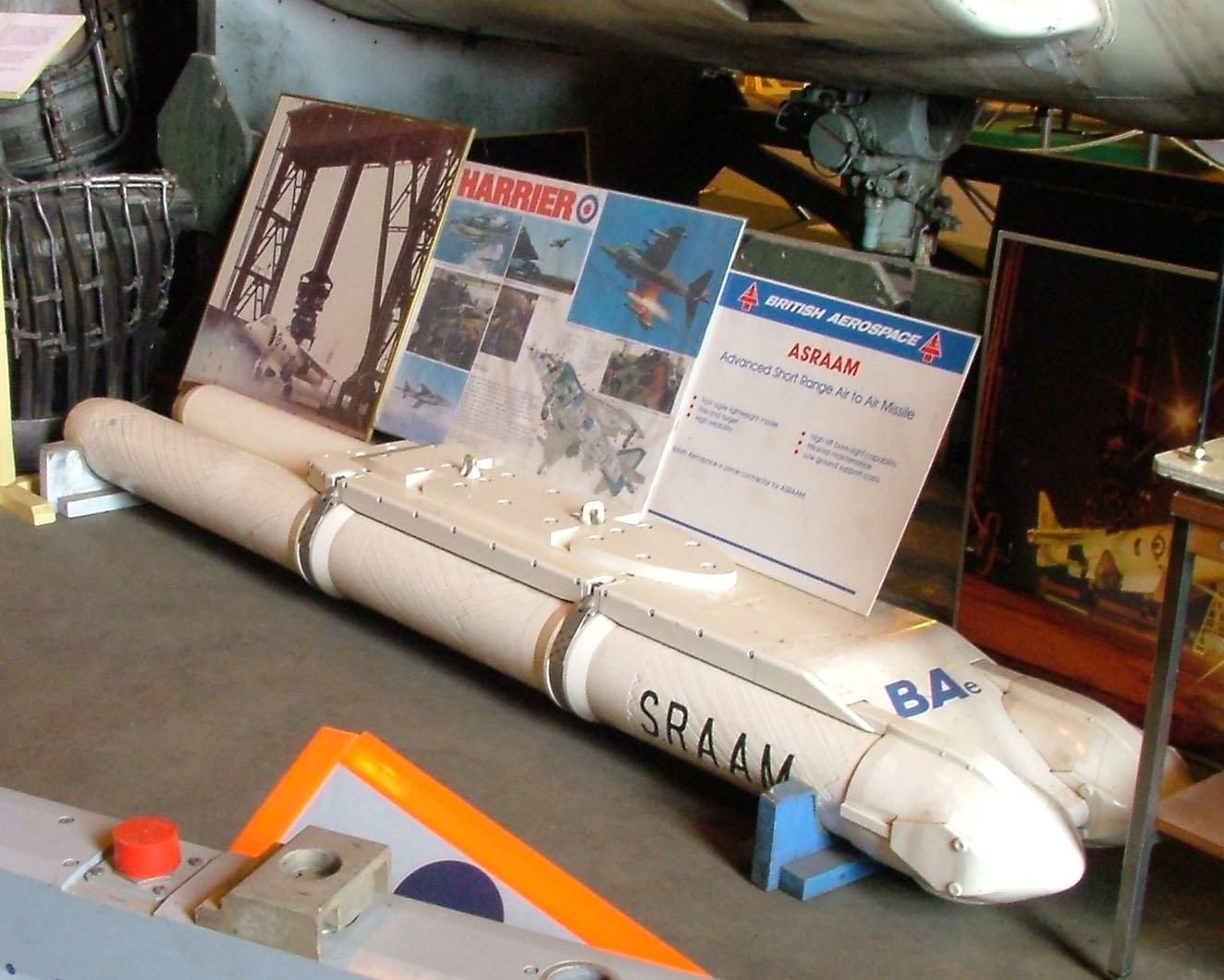
布里斯托航空航天博物館的SRAAM發射器

1970年，英國國防部得出他們需要性能更好的短程飛彈的結論，並於英國空軍參謀部起草了一份代號為AST 1218（Air Staff Targets 1218）的徵求建議書。此徵求建議書也要求該飛彈能夠由缺乏機載雷達輔助索敵系統的飛機攜帶，當時常見具有機載雷達輔助索敵系統的戰鬥機有F-4幽靈II戰鬥機和閃電戰鬥機等。
霍克·西德利公司以追跡犬飛彈項目回應AST 1218徵求建議書，得到了國防部的好評並於1972年獲得了一份名為ASR 1222（Air Staff Requirement 1222）的開發合約。霍克·西德利公司總共開發出了兩種SRAAM飛彈版本：稱為SRAAM-75的基本款和改進型SRAAM-100。兩者使用相同的飛彈彈體，但內部的電子設備不同。SRAAM飛彈比原本的追跡犬飛彈稍長，長度為2.75公尺，直徑也增加至16.5公分。推力向量控制系统被另一種移動式圓頂偏轉器取代，該偏轉器由放置在排氣裝置中的錐形偏轉器組成，可通過側向移動引起推力方向的變化。另外尾翼也被向後移動並進行重新設計。
SRAAM飛彈裝載於專用雙管發射器的發射管中以保護彈體。彈身上的翼片使用鉸接式設計並會在發射後伸展開來。該發射器由兩個發射管和一個可選用的輔助雷達系統組成，使得飛彈只需稍加改裝就可被幾乎任何飛機攜帶。當目標進入導引頭的視野時，該飛彈即可自動發射，而非像火紋飛彈那樣必須由機載雷達提供目標的位置資訊才能發射。
不幸的是，該合約於1974年被英國國防部取消，以保留國防資金支持天閃空對空飛彈的研發項目。但SRAAM飛彈仍被保留下來作為技術展示項目。1977年，有8枚測試用的飛彈從地面發射器和霍克獵手F.6型戰鬥機發射。這些試驗取得了成功，其中一個著名的事件更證明了SRAAM飛彈的強大機動性，飛彈在發射後立即轉向獵手戰鬥機的飛行路徑並差點直擊發射的飛機。同年，儘管英國國防部選擇AIM-9L響尾蛇作為其下一款短程飛彈，但SRAAM項目仍被保留下來，以為未來的飛彈設計提供基礎。
1980年，SRAAM的研發經驗成為ASRAAM空對空飛彈的基石。
現存的SRAAM飛彈包括科斯福德皇家空軍博物館收藏的飛彈模型和布里斯托航空航天博物館收藏的發射器。

### 引文
1. ↑  Flight 1968，第797頁.
2. ↑  Flight 1969，第935頁.
3. 1 2 3 4  Gibson & Buttler 2007，第48頁.
4. ↑  Flight 1970a，第650,704頁.
5. ↑  Flight 1970b，第366頁.
6. 1 2 3  Gibson & Buttler 2007，第49頁.
7. ↑  Gibson & Buttler 2007，第51頁.
8. ↑  Gibson & Buttler 2007，第34頁.
9. ↑  Flight 1981，第1742頁.
10. 1 2  Gibson & Buttler 2007，第50頁.
11. ↑  Gunston 1979，第221頁.
12. ↑  .   [2024-04-04]. （原始内容存档于2024-06-01）.

### 圖書
- . Flight International. 14 November 1968  [2024-04-04]. （原始内容存档于2016-11-23） （英语）.
- . Flight International. 5 June 1969  [2024-04-04]. （原始内容存档于2016-11-23） （英语）.
- . Flight International. 23 April 1970  [2024-04-04]. （原始内容存档于2016-03-04） （英语）.
- . Flight International. 3 September 1970  [2024-04-04]. （原始内容存档于2016-03-05） （英语）.
- . Flight International. 6 June 1981  [2024-04-04]. （原始内容存档于2018-01-07） （英语）.
- Gibson, Chris; Buttler, Tony. . Midland Publishing. 2007. ISBN 9781857802580 （英语）.
- Gunston, Bill. . Salamander Books. 1979. ISBN 0-517-26870-1 （英语）.

## 外部連結
- 英國航空航天公司的SRAAM飛彈 （页面存档备份，存于）
- 布里斯托航空收藏：飛彈 （页面存档备份，存于）
- .   [27 January 2011]. （原始内容存档于2009-07-11）.